# 葛城みち
- 街道をゆく > 甲州街道、長州路ほか > 葛城みち

『葛城みち』（かつらぎみち）は、司馬遼太郎の紀行文集『街道をゆく』の第1巻第4章。「週刊朝日」の1971年4月16日号から5月7日号に連載された。旅の時期は1970年/1971年。奈良盆地の東の山裾を『竹内街道』で、そして今回、その西の山裾を歩く。

## 概要

### 対象地域
奈良県西部

### 登場する同行者
- 編集部のH
- 堀江（歯科医を引退した大和高田市の人）
- 三輪昌子（司馬と堀江の共通の友人）
- 編集部のH

### 全行程
葛城坐火雷神社（笛吹神社）-葛城一言主神社-高鴨神社

## 葛城みち

### 話題
1. 国つ神の『葛城国家』は天つ神の皇室より古い
2. 予め堀江が笛吹村を探しに自転車で探検してくれる
3. 三輪昌子について（終戦直前に関釜連絡船に乗り満州に行き、満州帝国の崩壊を目撃）
4. 「笛吹」とは「火吹」の転訛したものか
5. 「葛城坐火雷神社」は延喜式の大社に列し、社格がとびきり高い
6. 笛吹神社は、ハハカ（波波迦、ウワミズザクラ）の木を焼いて卜占（太占）をつかさどっていた
7. 笛吹神社は小さく、弥生時代の穀倉とそっくり。伊勢神宮の東宝殿に似ている
8. 笛吹神社の神主は笛吹連より八十何代目かの古さである

### 行程
笛吹神社-大和盆地を見下ろす小さな台地

### 登場人物
歴史上の人物
- 神武天皇
- 崇神天皇
- 伊勢貞丈（故実家）

市井の人
- 笛吹神社の神主の持田

### 地名
- 葛城山
- 大和街道（司馬は「葛城みち」と呼ぶ）
- 忍海郡（忍海郷、忍海村、現葛城市）
- 新庄町（現葛城市）
- 大和高田市
- ハルビン
- 松花江
- 吉野
- 天香具山

### 書名
- 記紀（古事記と日本書紀）
- 広辞苑（第一版）
- 大和志神祗志料

## 葛城の高丘

### 話題
1. 雄略天皇の行状について
2. 葛城氏が雄略天皇に滅ぼされたこと
3. 一言主神が雄略帝そっくりの姿で現れ、ともに狩猟を楽しんだが、その後土佐国に流されてしまったこと
4. 森脇という小さな村を目指して一言主のやしろに向かったこと
5. 土佐に流された『葛城王朝』の遺民たちが、土佐の特異な精神体質の祖になったといえる
6. 天平宝字8年（764年）に一言主命が都に帰ることを許される

### 行程
森脇 - 一言主神社（高丘という台地）

### 登場人物
歴史上の人物
- 雄略天皇
- 葛城氏
- 葛城円
- 韓媛（葛城円の娘）
- 清寧帝
- 卜部兼方
- 幸徳秋水
- 高賀茂田守
- 道鏡（弓削道鏡）
- 綏靖帝
- 蘇我蝦夷

市井の人
- 梅の枝を背いっぱいに背負っている老婆

### 地名
- 初瀬（桜井市）
- 来目川
- 土佐国
- 森脇
- 土佐神社（高知市）
- 大国魂神社（府中市）

### 書名
- 日本書紀（雄略天皇を大悪天皇という記述）
- 古事記（雄略帝が狩猟中に一言主神に出会った話）
- 釈日本紀
- 風土記
- 明治憲法
- 延喜式
- 土佐風土記

## 一言主神社

### 話題
1. 「鴨」という種族（「鴨族」、「鴨積（かもつみ）」）は葛城氏と印象が二重うつし
2. 仏教、道教の渡来で神道（「鴨の神々」、土俗の神々）が廃れる。後の神仏習合について
3. 役小角と一言主神の対立
4. 一言主は日本における反骨の系譜の最古の存在

### 行程
一言主神社（高丘という台地）

### 登場人物
歴史上の人物
- 役小角
- 鴨長明
- 空海
- 聖宝（醍醐の僧）
- 文武天皇
- 景戒（薬師寺の僧）
- 天照大神
- 雄略天皇
- 葛城襲津彦

市井の人
- 太田亮（鴨族の研究）
- 伊藤二郎（神職。葛城襲津彦以来の家系）

### 地名
- 葛城
- 山城（京都）
- 上賀茂
- 下鴨
- 鴨川
- 上賀茂社
- 下鴨社
- 斑鳩の地の法隆寺
- 伊豆
- 富士山
- 薬師寺

### 書名
- 日本霊異記

## 高鴨の地

### 話題
1. 伊藤神職は典型的な大和の顔で、司馬の母方の叔父にそっくりである
2. 高い処に住居を構えた一言主は西洋人と共通している（「山麓時代」と仮に名づける）
3. 神武天皇東征のおりに土蜘蛛族が退治されたという伝説
4. 一言主神社の椋の樹にくる椋鳥
5. 新産業道路や建売り住宅ができて、葛城山麓の古色が失われていく
6. 日本の政治は結局は無数の利益団体の欲望を調整するだけの機能にすぎない
7. 現代では建設省が役小角のごとき魔力を持っている
8. 葛城山、金剛山のすそ野に広がる水田の景観の雄大さ
9. 弥生時代から変わらない風景

### 行程
一言主神社 - 松並の道 - 高鴨神社

### 登場人物
歴史上の人物
- 神武天皇
- 葛城襲津彦
- 高賀茂朝臣田守（高鴨朝臣田守）
- 役小角
- 一言主命
- 雄略天皇

市井の人
- 伊藤二郎（一言主神社の神職）
- 伊藤の娘
- 野良しごとをしている老人

### 地名
- 大和盆地（一言主神社から見下ろせる）
- 神戸
- 長崎
- 生駒山
- 伊豆（役小角が流された先））
- 二上山（新産業道路ができる）
- 和歌山
- 葛城山
- 金剛山
- 葛城川

### 書名
- 常陸国風土記
- 古事記
- 日本書紀